# Michèle Bennett
Pour les articles homonymes, voir Bennett.
Michèle Bennett, née le 15 janvier 1950 à Port-au-Prince (Haïti), est une ancienne Première dame d'Haïti, en tant qu'épouse du président et dictateur Jean-Claude Duvalier. Après la démission de ce dernier en 1986, le couple fuit en France puis divorce en 1990.

## Biographie

### Jeunesse et premier mariage
Michèle Bennett est la fille d'Aurore (née Ligondé) et d'Ernest Bennett, homme d'affaires haïtien et descendant du roi Henri Christophe. Son père possédait plus de 20 000 ha de terres, où était principalement cultivé du café ; plus de 2 000 personnes travaillaient pour lui. Son oncle était l'archevêque catholique François-Wolff Ligondé. Les Bennett sont une famille mulâtre, alors que Haïti est majoritairement peuplée de Noirs.
À 15 ans, elle déménage à New York et fait sa scolarité à l'école St. Mary de Peekskill. Elle travaille ensuite comme secrétaire dans une entreprise de pantoufles, dans le Garment District. En 1973, elle épouse Alix Pasquet, Jr., le fils du capitaine Alix Pasquet, un officier métis membre des Tuskegee Airmen qui, en 1958, avait mené une tentative de coup d'État contre le président haïtien François Duvalier. De Pasquet, elle a deux enfants, Alix III et Sacha. Après leur divorce en 1978, elle entame une carrière dans les relations publiques pour Habitation LeClerc, un hôtel haut de gamme de Port-au-Prince.

### Première dame d'Haïti
Michèle Bennett avait rencontré Jean-Claude Duvalier lors de ses études mais ils n'ont commencé leur relation qu'une décennie plus tard. En 1971, il succède à son père François Duvalier à la présidence de la République ; ce régime familial est couramment qualifié de dictature. Michèle et Jean-Claude Duvalier se marient en 1980, elle âgée de 30 ans, lui de 29 ans, lors d'une cérémonie mondaine dont le coût s'élève à 2 millions de dollars. La nouvelle Première dame se fait remarquer en distribuant des vêtements et de la nourriture aux nécessiteux et en ouvrant pour eux des cliniques médicales et des écoles. Peu après leur union, le couple présidentiel entame une tournée à travers Haïti, se présentant à l'improviste lors de réunions, de marchés et autres lieux de rassemblement, chose bien perçue par la population,. Ils ont deux enfants, Nicolas et Anya.
L'opposition de la famille de Jean-Claude Duvalier (issue de la majorité noire du côté de son père) au mariage avec une représentante de l'élite mulâtre conduit à la mise à l'écart de la mère du président, Simone Ovide,. La vieille garde duvaliériste critique par ailleurs l'influence de la nouvelle Première dame. Ainsi, il arrivait que lorsque le président s'endormait en plein conseil de ministres, sa femme se chargeait elle-même de réprimander les membres du gouvernement.
L'arrivée de Michèle Bennett dans le clan présidentiel a donné lieu à des accusations de corruption. Son père, Ernest Bennett, a ainsi profité du mariage de sa fille pour développer encore davantage ses activités commerciales (concession BMW, exportation de café et de cacao ou encore trafic de drogue à bord d'avions de Air Haïti (en)). En 1982, Frantz Bennett, le frère de Michèle, est arrêté à Porto Rico pour trafic de drogue puis purge une peine de trois ans de prison. La famille de la Première dame a amassé une fortune durant la fin de la dictature duvaliériste, chose dont était aussi coutumier son mari. Alors que la majorité de la population vivait dans la pauvreté, des fêtes somptueuses se déroulaient au palais présidentiel, où Jean-Claude Duvalier apparut une fois déguisé en sultan turc, distribuant des bijoux de dix mille dollars aux invités.

Les Duvalier fuyant Haïti le 7 février 1986.

Lors d'une visite en 1983, le pape Jean-Paul II déclare : « Les choses doivent changer en Haïti ». Il appelle « tous ceux qui ont le pouvoir, la richesse et la culture de comprendre la responsabilité sérieuse et urgente qu'ils ont d'aider leurs frères et sœurs ». Un soulèvement populaire contre le régime commence peu après. Jean-Claude Duvalier réagit en baissant de 10 % les prix des aliments de base ; il ferme aussi les stations de radio indépendantes, effectue un remaniement ministériel et lance une politique répressive avec la police et l'armée. Néanmoins, ces mesures n'arrivent pas à freiner l'élan du soulèvement populaire. La Première dame et les conseillers du président l'exhortent alors à réprimer la rébellion afin de se maintenir au pouvoir mais face à la montée du danger, la famille Duvalier finit par fuir le pays le 7 février 1986, à bord d'un avion américain, accompagnés par une vingtaine d'autres personnes,.

### Exil
La Grèce, l'Espagne, la Suisse, le Gabon et le Maroc refusent les demandes d'asile de la famille Duvalier. La France accepte leur installation temporaire sur son territoire mais leur refuse également l'asile. Peu après leur arrivée en France, leur domicile de Mougins est perquisitionné dans le cadre d'une enquête sur le pillage des fonds publics haïtiens. Michèle Duvalier est trouvée en train de jeter des papiers dans les toilettes qui, récupérés, permettent de lister ses dépenses récentes : 168 780 dollars de vêtements chez Givenchy, 270 200 dollars de bijoux chez Boucheron et 9 752 dollars de selles de cheval pour enfants chez Hermès. En 1987, un tribunal civil français rejette la demande d'Haïti de juger les Duvalier ; le pays voulait que le couple rembourse l'argent public volé.
En 1990, Jean-Claude Duvalier demande le divorce en République dominicaine, accusant Michèle d'« actes immoraux ». Celle qui à l'époque vivait avec un autre homme à Cannes conteste, s'envole pour la République dominicaine afin de faire échouer la procédure mais son désormais ex-mari l'emporte finalement au tribunal. Elle reçoit une pension alimentaire.
En 1996, la Cour suprême de New York condamne Michèle Bennett à restituer 6,5 millions de dollars à Haïti, pour rembourser les détournements de fonds réalisés avec son mari à Haïti alors qu'elle était Première dame. Depuis 1986, ses avoirs immobiliers et ses comptes bancaires domiciliés dans la ville américaine étaient placés sous séquestre judiciaire. Les avocats de l'État haïtien s'emploient en parallèle à obtenir que ses biens en France soient saisis. Elle y passe en effet son exil, y faisant fructifier une fortune estimée à 130 millions de dollars.
À la suite du séisme de 2010 en Haïti, Michèle Bennett retourne en Haïti avec une équipe de sauvetage pour retrouver le corps de son frère Rudy Bennett, dans les décombres de l'hôtel Montana. Accompagnée de leurs deux enfants, elle revient également dans le pays le 11 octobre 2014 pour les funérailles de Jean-Claude Duvalier, qui se déroulent dans la chapelle de l'Institution Saint-Louis de Gonzague de Port-au-Prince.